# Мазуля
Мазуля — деревня в Каменском районе Свердловской области России. Входит в Каменский муниципальный округ.
Ранее входила в состав Позарихинского сельсовета Каменского района.

## География
Деревня Мазуля расположена в 5 километрах (по дороге в 6 километрах) к северу от города Каменска-Уральского. В окрестностях деревни расположено Мазулинское болото (ранее Каменное озеро). Рядом с деревней проходит ветка Богданович — Каменск-Уральский. В полутора километрах к северу от деревни расположен остановочный пункт Мазуля (ранее 288 км).

## История
Деревня основана в 1865 году бывшими каменскими рабочими, ставшими негодными заводу. По одной из версий, деревня получила название от охотничьего выражения «мазуля», что значит плохой стрелок. На карте Стрельбицкого 1871 года деревня имела название Мазулина. В 1916 году деревня относилась к Щербаковской волости. В 1928 году деревня входила в Новозаводской сельсовет Каменского района Шадринского округа Уральской области.

## Население
| 1904 | 1926 | 2002 | 2010 | 2021 |
| ---- | ---- | ---- | ---- | ---- |
| 159  | ↗167 | ↘43  | ↘36  | ↗52  |

Структура
- По данным 1904 года, в Мазуле было 38 дворов с населением 159 человек (мужчин — 71, женщин — 88), все русские[9].
- По данным переписи населения 1926 года, в деревне было 47 дворов с населением 167 человек (мужчин — 73, женщин — 94), все русские[4].
- По данным переписи населения 2002 года, русские составляли 97 % от общего числа жителей[10]. По данным переписи населения 2010 года, в деревне проживали 36 человек — 20 мужчин и 16 женщин[11].